# Starodubtsov Lake
Der Starodubtsov Lake ist ein See am Fuße der Chugach Mountains in Südzentral-Alaska.
Der Starodubtsov Lake ist ein Gletscherrandsee am Westrand des Steller-Gletschers. Der 8 km² große See liegt im Chugach National Forest auf einer Höhe von 3 m. Der Gandil River durchfließt den See in südlicher Richtung.
Benannt wurde der See nach Sava Starodubzew, einem Mitglied der Zweiten Kamtschatkaexpedition nach Alaska im Jahr 1741.